# 480 km Mexica 1989
480 km Mexica 1989 je bila osma in zadnja dirka Svetovnega prvenstva športnih dirkalnikov v sezoni 1989. Odvijala se je 29. oktobra 1989.

## Rezultati
| Poz    | Razred | Št  | Moštvo                           | Dirkači                             | Šasija                             | Gume | Krogi |
| Poz    | Razred | Št  | Moštvo                           | Dirkači                             | Motor                              | Gume | Krogi |
| ------ | ------ | --- | -------------------------------- | ----------------------------------- | ---------------------------------- | ---- | ----- |
| 1      | C1     | 62  | Team Sauber Mercedes             | Jean-Louis Schlesser Jochen Mass    | Sauber C9                          | M    | 109   |
| 1      | C1     | 62  | Team Sauber Mercedes             | Jean-Louis Schlesser Jochen Mass    | Mercedes-Benz M119 5.0L V8         | M    | 109   |
| 2      | C1     | 5   | Repsol Brun Motorsport           | Harald Huysman Oscar Larrauri       | Porsche 962C                       | Y    | 109   |
| 2      | C1     | 5   | Repsol Brun Motorsport           | Harald Huysman Oscar Larrauri       | Porsche Type-935 3.0L Turbo Flat-6 | Y    | 109   |
| 3      | C1     | 8   | Joest Racing                     | Henri Pescarolo Frank Jelinski      | Porsche 962C                       | G    | 109   |
| 3      | C1     | 8   | Joest Racing                     | Henri Pescarolo Frank Jelinski      | Porsche Type-935 3.0L Turbo Flat-6 | G    | 109   |
| 4      | C1     | 14  | Richard Lloyd Racing             | Tiff Needell Derek Bell             | Porsche 962C GTi                   | G    | 108   |
| 4      | C1     | 14  | Richard Lloyd Racing             | Tiff Needell Derek Bell             | Porsche Type-935 3.0L Turbo Flat-6 | G    | 108   |
| 5      | C1     | 2   | Silk Cut Jaguar                  | Alain Ferté Andy Wallace            | Jaguar XJR-9                       | D    | 108   |
| 5      | C1     | 2   | Silk Cut Jaguar                  | Alain Ferté Andy Wallace            | Jaguar 7.0L V12                    | D    | 108   |
| 6      | C1     | 1   | Silk Cut Jaguar                  | Jan Lammers Patrick Tambay          | Jaguar XJR-9                       | D    | 108   |
| 6      | C1     | 1   | Silk Cut Jaguar                  | Jan Lammers Patrick Tambay          | Jaguar 7.0L V12                    | D    | 108   |
| 7      | C1     | 6   | Repsol Brun Motorsport           | Walter Brun Jésus Pareja            | Porsche 962C                       | Y    | 107   |
| 7      | C1     | 6   | Repsol Brun Motorsport           | Walter Brun Jésus Pareja            | Porsche Type-935 3.0L Turbo Flat-6 | Y    | 107   |
| 8      | C1     | 18  | Aston Martin Ecurie Ecosse       | David Leslie Brian Redman           | Aston Martin AMR1                  | G    | 107   |
| 8      | C1     | 18  | Aston Martin Ecurie Ecosse       | David Leslie Brian Redman           | Aston Martin RDP87 6.3L V8         | G    | 107   |
| 9      | C1     | 10  | Porsche Kremer Racing            | Manuel Reuter Franz Konrad          | Porsche 962CK6                     | Y    | 106   |
| 9      | C1     | 10  | Porsche Kremer Racing            | Manuel Reuter Franz Konrad          | Porsche Type-935 3.0L Turbo Flat-6 | Y    | 106   |
| 10     | C1     | 22  | Spice Engineering                | Eliseo Salazar Thorkild Thyrring    | Spice SE89C                        | G    | 106   |
| 10     | C1     | 22  | Spice Engineering                | Eliseo Salazar Thorkild Thyrring    | Ford Cosworth DFZ 3.5L V8          | G    | 106   |
| 11     | C1     | 20  | Team Davey                       | Tim Lee-Davey Alfonso Toledano      | Porsche 962C                       | D    | 106   |
| 11     | C1     | 20  | Team Davey                       | Tim Lee-Davey Alfonso Toledano      | Porsche Type-935 3.0L Turbo Flat-6 | D    | 106   |
| 12     | C1     | 23  | Nissan Motorsports International | Mark Blundell Julian Bailey         | Nissan R89C                        | D    | 106   |
| 12     | C1     | 23  | Nissan Motorsports International | Mark Blundell Julian Bailey         | Nissan VRH35Z 3.5L Turbo V8        | D    | 106   |
| 13     | GTP    | 201 | Mazdaspeed                       | Pierre Dieudonné Dave Kennedy       | Mazda 767B                         | D    | 105   |
| 13     | GTP    | 201 | Mazdaspeed                       | Pierre Dieudonné Dave Kennedy       | Mazda 13J 2.6L 4-Rotor             | D    | 105   |
| 14     | C1     | 101 | Chamberlain Engineering          | Fermín Velez Nick Adams             | Spice SE89C                        | G    | 105   |
| 14     | C1     | 101 | Chamberlain Engineering          | Fermín Velez Nick Adams             | Ford Cosworth DFZ 3.5L V8          | G    | 105   |
| 15     | C1     | 34  | Porsche Alméras Montpellier      | Jacques Alméras Jean-Marie Alméras  | Porsche 962C                       | G    | 103   |
| 15     | C1     | 34  | Porsche Alméras Montpellier      | Jacques Alméras Jean-Marie Alméras  | Porsche Type-935 3.0L Turbo Flat-6 | G    | 103   |
| 16     | C2     | 171 | Team Mako                        | Andres Conteras Giovanni Aloi       | Spice SE88C                        | G    | 103   |
| 16     | C2     | 171 | Team Mako                        | Andres Conteras Giovanni Aloi       | Ford Cosworth DFL 3.3L V8          | G    | 103   |
| 17     | C2     | 151 | Pierre-Alain Lombardi Team Essex | Carlos Guerrero Aurelio Lopez       | Spice SE88P                        | G    | 33    |
| 17     | C2     | 151 | Pierre-Alain Lombardi Team Essex | Carlos Guerrero Aurelio Lopez       | Buick 3.0L V6                      | G    | 33    |
| 18     | C2     | 106 | Porto Kaleo Team                 | Ranieri Randaccio Pasquale Barberio | Tiga GC288/9                       | G    | 103   |
| 18     | C2     | 106 | Porto Kaleo Team                 | Ranieri Randaccio Pasquale Barberio | Ford Cosworth 3.3L V8              | G    | 103   |
| 19     | C2     | 111 | PC Automotive ADA Engineering    | Richard Piper Olindo Iacobelli      | Spice SE88C                        | G    | 102   |
| 19     | C2     | 111 | PC Automotive ADA Engineering    | Richard Piper Olindo Iacobelli      | Ford Cosworth DFL 3.3L V8          | G    | 102   |
| 20     | C2     | 103 | France Prototeam                 | Jean Messaoudi Bernard Thuner       | Spice SE88C                        | G    | 102   |
| 20     | C2     | 103 | France Prototeam                 | Jean Messaoudi Bernard Thuner       | Ford Cosworth DFZ 3.5L V8          | G    | 102   |
| 21     | C2     | 108 | Roy Baker Racing GP Motorsport   | Philippe de Henning Chris Hodgetts  | Spice SE87C                        | G    | 100   |
| 21     | C2     | 108 | Roy Baker Racing GP Motorsport   | Philippe de Henning Chris Hodgetts  | Ford Cosworth DFL 3.3L V8          | G    | 100   |
| 22     | C2     | 107 | Tiga Racing Team                 | Jari Nruminen Oscar Hidalgo         | Tiga GC289                         | G    | 100   |
| 22     | C2     | 107 | Tiga Racing Team                 | Jari Nruminen Oscar Hidalgo         | Ford Cosworth DFL 3.3L V8          | G    | 100   |
| 23     | C2     | 102 | Chamberlain Engineering          | Tomas Lopez Quirin Bovy             | Spice SE86C                        | G    | 96    |
| 23     | C2     | 102 | Chamberlain Engineering          | Tomas Lopez Quirin Bovy             | Hart 418T 1.8L Turbo I4            | G    | 96    |
| 24 DNF | C1     | 37  | Toyota Team Tom's                | Johnny Dumfries John Watson         | Toyota 89C-V                       | B    | 66    |
| 24 DNF | C1     | 37  | Toyota Team Tom's                | Johnny Dumfries John Watson         | Toyota R32V 3.2L Turbo V8          | B    | 66    |
| 25 DNF | C1     | 13  | Courage Compétition              | Pascal Fabre Oscar Manautou         | Cougar C22S                        | G    | 64    |
| 25 DNF | C1     | 13  | Courage Compétition              | Pascal Fabre Oscar Manautou         | Porsche Type-935 3.0L Turbo Flat-6 | G    | 64    |
| 26 DNF | C2     | 178 | Didier Bonnet                    | Patrick Oudet Gérard Cuynet         | Tiga GC289                         | G    | 61    |
| 26 DNF | C2     | 178 | Didier Bonnet                    | Patrick Oudet Gérard Cuynet         | Ford Cosworth DFL 3.3L V8          | G    | 61    |
| 27 DNF | C1     | 61  | Team Sauber Mercedes             | Kenny Acheson Mauro Baldi           | Sauber C9                          | M    | 46    |
| 27 DNF | C1     | 61  | Team Sauber Mercedes             | Kenny Acheson Mauro Baldi           | Mercedes-Benz M119 5.0L Turbo V8   | M    | 46    |
| 28 DNF | C1     | 21  | Spice Engineering                | Bernard Jourdain Ray Bellm          | Spice SE89C                        | G    | 39    |
| 28 DNF | C1     | 21  | Spice Engineering                | Bernard Jourdain Ray Bellm          | Ford Cosworth DFZ 3.5L V8          | G    | 39    |
| 29 DNF | C1     | 29  | Mussato Action Car               | Bruno Giacomelli Enrique Contreras  | Lancia LC2                         | D    | 9     |
| 29 DNF | C1     | 29  | Mussato Action Car               | Bruno Giacomelli Enrique Contreras  | Ferrari 308C 3.0L Turbo V8         | D    | 9     |
| 30 DNF | C1     | 72  | Obermaier Primagaz               | Jürgen Lässig Pierre Yver           | Porsche 962C                       | G    | 5     |
| 30 DNF | C1     | 72  | Obermaier Primagaz               | Jürgen Lässig Pierre Yver           | Porsche Type-935 3.0L Turbo Flat-6 | G    | 5     |
| 31 DNF | C1     | 7   | Joest Racing                     | Frank Jelinski Bob Wollek           | Porsche 962C                       | G    | 3     |
| 31 DNF | C1     | 7   | Joest Racing                     | Frank Jelinski Bob Wollek           | Porsche Type-935 3.0L Turbo Flat-6 | G    | 3     |
| DNS    | C1     | 16  | Repsol Brun Motorsport           | Massimo Sigala Roland Ratzenberger  | Porsche 962C                       | Y    | -     |
| DNS    | C1     | 16  | Repsol Brun Motorsport           | Massimo Sigala Roland Ratzenberger  | Porsche Type-935 3.0L Turbo Flat-6 | Y    | -     |
| DNS    | C1     | 17  | Dauer Racing                     | Jochen Dauer Juan Carlos Bolanos    | Porsche 962C                       | G    | -     |
| DNS    | C1     | 17  | Dauer Racing                     | Jochen Dauer Juan Carlos Bolanos    | Porsche Type-935 3.0L Turbo Flat-6 | G    | -     |
| DNS    | C1     | 40  | Swiss Team Salamin               | Antoine Salamin Giovanni Lavaggi    | Porsche 962C                       | G    | -     |
| DNS    | C1     | 40  | Swiss Team Salamin               | Antoine Salamin Giovanni Lavaggi    | Porsche Type-935 3.0L Turbo Flat-6 | G    | -     |
| DNS    | C2     | 177 | Automobiles Louis Descartes      | Marc Fontan Alain Serpaggi          | ALD C289                           | G    | -     |
| DNS    | C2     | 177 | Automobiles Louis Descartes      | Marc Fontan Alain Serpaggi          | Ford Cosworth 3.3L V8              | G    | -     |

## Statistika
- Najboljši štartni položaj - #61 Team Sauber Mercedes - 1:22.571
- Najhitrejši krog - #62 Team Sauber Mercedes - 1:25.120
- Povprečna hitrost - 168.788 km/h